# Giovanni Ansani
Giovanni Ansani, o Anzani (Roma, 11 febbraio 1744 – Firenze, 15 luglio 1826), è stato un tenore italiano.

## Biografia
Fu uno dei maggiori tenori lirici del XVIII secolo, le cronache del periodo riportano: "una sicurezza d'intonazione, una grande precisione nella perfetta espressione d'ogni più variato sentimento, un metodo di canto in somma il più bello e il più eccellente". Nulla si sa dei suoi studi musicali. Il probabile debutto avvenne al Teatro Comunale di Ravenna nel 1768, nella parte di Massimo nell'opera Ezio di Niccolò Jommelli . Nello stesso anno cantò al Teatro San Benedetto di Venezia nell'opera Demetrio, nella parte di Fenicio. Raggiunse rapidamente il successo, come dimostrano le sue esibizioni nelle stagioni 1768-1770 in alcuni teatri del Nord Europa: Copenaghen, Stoccolma, Amburgo. Tra il 1773 e il 1790 cantò nei principali teatri italiani di Milano, Napoli, Roma, Venezia, Firenze, Pisa, Livorno, Parma, Modena, Udine. Nel 1772 e 1783 si esibì a Londra e Parigi. Fu interprete di numerose opere prime assolute di compositori come  Giovanni Paisiello, Pasquale Anfossi, Domenico Cimarosa, e Josef Mysliveček. Dopo l'abbandono dalle scene, avvenuto nel 1793, si ritirò a Napoli, dove si dedicò all'insegnamento del canto, "ricercato da tutti gli allievi che volevano apprendere presto e bene".Tra i suoi principali allievi vanno ricordati il tenore Manuel García e il basso Luigi Lablache. Il Pirro, La disfatta di Dario e il Cajo Mario furono le opere in cui Ansani conobbe i maggiori successi di critica e di pubblico. Fu conosciuto anche come compositore di musica, scrisse un'opera e lasciò una serie di arie, duetti e terzetti vocali.

## Repertorio
- Niccolò Jommelli
  - Ezio (Massimo), Bologna, 1768
- Domenico Cimarosa
  - Cajo Mario (Cajo Mario), Roma, 1780
- Sebastiano Nasolini
  - Le feste d'Iside, Firenze, 1794
- Pasquale Anfossi
  - Lucio Silla (Lucio Silla), Venezia, 1774
- Giuseppe Sarti
  - Medonte (Medonte)
- Giovanni Battista Borghi
  - Ricimero (Rodoaldo), Venezia, 1773
- Josef Mysliveček
  - La clemenza di Tito (Tito), Venezia, 1773
  - La Calliroe (Arsace), Napoli, 1778
  - L'Olimpiade (Clistene), Napoli, 1778
  - Demetrio in Siria (Alessandro Bala), Napoli, 1779
- Johann Gottlieb Naumann
  - Ipermestra (Danao), Venezia, 1774
- Nicola Zingarelli
  - Annibale in Torino (Annibale), Torino, 1792
- Gaetano Pugnani
  - L'aurora (Niso), Torino, 1775
  - Demetrio a Rodi (Demetrio), Torino, 1789
- Antonio Tozzi
  - Rinaldo (Ubaldo), Venezia, 1775
- Giovanni Marco Rutini
  - Vologeso o Lucio Vero (Vologeso), Napoli, 1776
- Giovanni Paisiello
  - La disfatta di Dario (Dario), Roma, 1776
  - Pirro (Pirro), Napoli, 1787
- Antonio Gaetano Pampani
  - Demetrio (Fenicio), Venezia, 1768
- Vicente Martín y Soler
  - Ifigenia in Aulide (Achille), Napoli, 1779
- Pietro Alessandro Guglielmi
  - Semiramide (Ircano), Napoli, 1776
  - Arsace (Medonte), Venezia, 1788
  - Rinaldo (Ubaldo), Venezia, 1789
- Domenico Fischietti
  - Arianna e Teseo (Teseo), Napoli, 1777
- Bernardo Ottani
  - Catone in Utica (Catone), Napoli, 1777
- Tommaso Traetta
  - Ifigenia in Tauride (Toante), Napoli, 1778
- Ignazio Platania
  - Bellerofonte (Bellerofonte), Napoli, 1778
  - Il re pastore (Alessandro), Napoli, 1778
- Ferdinando Bertoni
  - Eurione (Decebalo), Udine, 1770
  - Artaserse (Artabano), Venezia, 1788
- Giuseppe Giordani
  - Atalanta (Ceneo), Torino, 1791
  - Pizzarro nelle Indie (Pizzarro)
- Francesco Bianchi
  - Seleuco re di Siria (Seleuco), Livorno, 1792
- Alessio Prati
  - La vendetta di Nino (Arsace), Firenze, 1786
  - Anace

## Composizioni
- La vendetta di Mario (1791)
- "Chi m'ami", aria per tenore e orchestra